# Église de l'Assomption de Pel-et-Der
L'église de l'Assomption est une église située à Pel-et-Der, en France.

## Localisation
L'église est située sur la commune de Pel-et-Der, dans le département français de l'Aube.

## Historique
L'édifice est inscrit au titre des monuments historiques en 1990.